# Bjergkortkrone
Bjergkortkrone (Sideritis montana), også skrevet Bjerg-Kortkrone, er en enårig, urteagtig plante. Stænglen er opstigende til opret og næsten helt uden forgreninger og med spredt til tæt behåring. Bladene er modsat stillede, kortstilkede og lancetformede med hel eller delvist savtakket rand. Begge bladsider er lysegrønne, og undersiden er behåret. Blomstringen foregår i juli-august, hvor man finder Blomsterne er samlet i fire- til sekstallige, kransagtige stande ved bladhjørnerne. De enkelte blomster er 5-tallige og svagt uregelmæssige (kun en enkelt symmetriakse). Bægerbladene er længere end kronen, og kronbladene er lysegule, ofte med en purpurrød rand. Frugterne er trekantede delfrugter.
Rodsystemet består af en kraftig og dybtgående, men kun svagt forgrenet pælerod.
Planten når en højde på ca. 25 cm og en bredde på ca. 10 cm.

## Hjemsted
Bjergkortkrone er udbredt i Nordafrika, Mellemøsten, Lilleasien samt Øst- og Centraleuropa. Arten foretrækker lysåbne voksesteder med tør og varm, næringsrig sandjord. Derfor træffes den oftest i vinmarker og på overdrev og klippefyldte stepper. Desuden kan den ses på affaldspladser og ruderater. Planten betragtes som markukrudt i de lande, hvor den forekommer naturligt.
I det nordøstlige Bulgarien, hvor klimaet er kontinentalt med varm, tørre somre og hårde vintre, findes steppeområder af samme type, som kan ses i f.eks. Ungarn og Ukraine. Her vokser arten sammen med bl.a. agernigella, almindelig blærebælg, almindelig judastræ, almindelig nældetræ, almindelig parykbusk, almindelig syren, asfaltkløver, asiatisk singrøn, balkanpæon, bjergstenfrø, blå staudeklematis, buskhestesko, dværgmandel, farvegåseurt, foderesparsette, fransk rose, glatbladet tidselkugle, gul læbeløs, hvid diktam, hårtotfjergræs, kronelimurt, lav iris, Melica transsilvanica (en art af flitteraks), melittis, opret galtetand, pigget lakrids, Potentilla cinerea (en art af potentil), purpurkongelys, russisk løn, Scabiosa argentea (en art af skabiose), sibirisk klokke, skarleje, skærmokseøje, slank sternbergia, spinkel kambunke, strandasters, sølvsalvie, sølvbladet pære, Teucrium polium (en art af kortlæbe), uldhåret fingerbøl, våradonis og weichsel

## Anvendelse
Flere steder i det sydøstlige Europa høster og tørrer man blomster og blade i juli. Produktet bliver brugt som urtete. Videnskabelige undersøgelser har vist, at planten indeholder polyfenoler med antioxidante virkninger og flere forskellige andre stoffer, som er antibakterielle

## Galleri
|  |  |
|  |  |

## Note
1. ↑  Floraiberica: Sideritis (Webside ikke længere tilgængelig).
2. ↑  Where to watch plants in Bulgaria: Norteastern Bulgaria Arkiveret 14. august 2014 hos  Wayback Machine – grundig beskrivelse af vegetationerne i denne landsdel (engelsk)
3. ↑  Academia.edu: Antioxidative and antimicrobial properties of different extracts from Sideritis montana - meget grundige analyser af indholdet af disse stoffer i arten (engelsk)